# Killer Instinct (jogo eletrônico de 1994)
Killer Instinct é um jogo de luta para arcades desenvolvido pela Rare, lançado em 1994. Ele teve uma versão para o Super Nintendo Entertainment System, lançada em 1995 e para o Game Boy. Apresentando cenários renderizados com uma sensação 3D sem precedentes e animações incríveis. O jogo possui um sistema de golpes combinados (Combos) e vários personagens distintos, como os clássicos Mortal Kombat e Street Fighter. Conta com 11 personagens jogáveis (sendo um deles secreto) e uma fase para cada personagem.
A perfeita movimentação dos personagens se deve ao fato de que a Rareware, desenvolvedora do jogo, utilizou de uma técnica conhecida como captura de movimentos, que captura os movimentos feitos por atores e os envia aos computadores para que a renderização dos mesmos pudesse ser feita em imagens digitais.
Aclamado pela crítica, Killer Instinct foi seguido pelo jogo de arcade Killer Instinct 2, mais tarde portado para o Nintendo 64, como Killer Instinct Gold. Em 2013 a franquia renasceu com o lançamento de Killer Instinct, disponível para Xbox One. Além disto, o jogo original está incluído com o de 2013, sob o título de Killer Instinct Classic.

## História
A história de Killer Instinct começa num passado distante, onde ocorre no mundo uma guerra de proporções titânicas. Dois lordes da guerra travavam uma batalha terrível entre si, onde muitas pessoas eram mortas, exércitos eram destroçados e o mundo era colocado a prêmio. Decididos a acabar com isso, um grupo de heróis enfrenta bravamente os dois lordes inimigos, e criam um feitiço que sela os dois titãs no limbo. Temporariamente, a paz voltou a reinar. Do passado, passamos a um futuro caótico e não tão distante da nossa era. A poluição tomou conta do meio ambiente, os governos caíram; agora o mundo é controlado por mega-corporações que se enfrentam e se destróem pelas riquezas do planeta.
Nesse contexto, sobressai-se uma mega-corporação: Ultratech. Ao invés de entrar em conflitos diretos com outras corporações, a Ultratech se mantém vendendo armas avançadas para as corporações se destruírem. Mas a Ultratech não domina o mundo apenas através da venda de armas, mas também através da mídia: sua divisão de entretenimento produz o maior fenômeno televisivo do planeta: o torneio Killer Instinct, que ainda serve como campo de testes para as armas da Ultratech. Nesse torneio, promete-se aos vencedores tudo o que eles quiserem, mas nem sempre garante que a promessa será cumprida. Enquanto os perdedores sofrem um destino cruel nas mãos da empresa.
Entretanto, a surpresa: a Ultratech conseguiu retirar do vácuo um destes lordes, a criatura de duas cabeças denominada Eyedol. E mesmo a Ultratech mostrou-se incapaz de conter o poder e a fúria do monstro. Orchid enfrenta Eyedol em combate. Apesar da fúria e do poder do lorde da guerra, a espiã surpreendentemente mata Eyedol, pondo um fim em seu reino de terror. Mas isso teve um preço: a morte de Eyedol gera uma quantidade massiva de energia, que faz com que todo o prédio da Ultratech (e consequentemente quem estivesse dentro do mesmo) e a cidade inteira sejam jogados 2000 anos no passado. A partir deste fato começa a história de Killer Instinct 2

## Jogabilidade
Killer Instinct pode ser jogado de diversos modos:
- Single (1 Player Game): O jogador jogará contra os adversários. Deve-se escolher um personagem e vencer todos os outros personagens. Para derrotá-los, o jogador deverá reduzir a barra de vida duas vezes. Ao remover a primeira barra de vida, acontece uma breve pausa para permitir que os combatentes retornem as suas posições iniciais. Se o jogador for derrotado, poderá continuar, escolhendo um outro personagem ou o mesmo que começou. O jogador também pode escolher entre sete níveis de dificuldade.
- 2 Player Game: Ao invés de passar pelo torneio Killer Instinct, Dois jogadores escolhem seus personagens e lutam assim como em qualquer outro jogo de luta.
- Practic: O jogador deverá escolher um personagem, e lutar contra o rival, que ficará imóvel. Este método é o jeito mais fácil de praticar os Hits e os Combos.
- Tournament Game: Trata-se de um torneio, com dois ou mais jogadores. Os jogadores competem entre si para ver qual é o com mais vitórias. O jogador que ganha, continua a jogar contra outro jogador (se houver mais de dois jogadores) e o que perde terá que esperar a troca de vezes.

## Personagens
De acordo com a revista GamePro, "Killer Instinct é lembrado por ter lutadores e lutas coloridas. KI conta com um velociraptor Riptor , um esqueleto empunhando uma espada e um escudo denominado Spinal  a criatura de gelo Glacius, e diversos outros personagens memoráveis."
Em 2012, Topless Robot descreveu que Killer Instinct "contou com o elenco de lutadores mais variados e surpreendentes dos jogos de luta, incluindo o indígena nativo norte americano Chief Thunder,  Cinder o criminoso de fogo, o assassino cyborg Fulgore e o monge Tibetano Jago  entre outros personagens."

## Legado
A sequência intitulada Killer Instinct 2 foi lançado em 1996. Como o primeiro jogo da franquia, ele também foi portado para um console doméstico, desta vez para o Nintendo 64, nomeado como Killer Instinct Gold.
Um novo Killer Instinct, publicado pela Microsoft e desenvolvido pela Double Helix Games, com ajuda da Rare, foi lançado como para o Xbox One em 2013. A versão Ultra Edition do jogo inclui o Killer Instinct clássico portado do jogo original de arcade.